# Himertosoma pulchrum
Himertosoma pulchrum là một loài tò vò trong họ Ichneumonidae.